# Murcia (Negros Occidental)
Murcia is een gemeente in de Filipijnse provincie Negros Occidental. Bij de laatste census in 2007 had de gemeente ruim 71 duizend inwoners.

## Geografie

### Bestuurlijke indeling
Murcia is onderverdeeld in de volgende 23 barangays:
| - Abo-abo - Alegria - Amayco - Zone I - Zone II - Zone III - Zone IV - Zone V - Blumentritt - Buenavista - Caliban - Canlandog | - Cansilayan - Damsite - Iglau-an - Lopez Jaena - Minoyan - Pandanon - San Miguel - Santa Cruz - Santa Rosa - Salvacion - Talotog |

## Demografie
Murcia had bij de census van 2007 een inwoneraantal van 71.289 mensen. Dit zijn 11.931 mensen (20,1%) meer dan bij de vorige census van 2000. De gemiddelde jaarlijkse groei komt daarmee uit op 2,56%, hetgeen hoger is dan het landelijk jaarlijks gemiddelde over deze periode (2,04%). Vergeleken met de census van 1995 is het aantal mensen met 16.161 (29,3%) toegenomen.